# 宁铂
宁铂（1965年2月28日—），江西赣州人，是中国科学技术大学1978级少年班成员，当时曾被誉为“第一神童”，2003年出家为僧，在江西一所佛寺担任该寺佛教学院的讲师。

## 个人经历
宁铂一說出生於1968年。1977年，江西冶金学院教师倪霖向国务院副总理、中科院院长方毅寫信推荐自己朋友宁恩渐的儿子宁铂。宁铂在1978年被中国媒体广泛报道，称他2岁半时会背30多首毛泽东诗词，3岁时能数100个数，4岁学会400多个汉字，被誉为神童。中国科学技术大学破格录取他为大学生，并为此成立了中国第一个大学少年班。稍後方毅召見宁铂，還與宁铂下圍棋，結果宁铂连赢两局。
1979年，少年班学员开始选系，宁铂告诉班主任汪惠迪：“科大的系没有我喜欢的。”，要求调到南京大学学天文，但被学校当局拒绝，他只好选了理论物理作为专业，但把爱好转向了星象学、宗教和气功。
1982年宁铂本科毕业后留校任教，并在19岁时成为中国最年轻的助教，三次考研究生都中途退出。1989年、1990年、1991年，他连考3次托福，均未过关。1988年與程陸華结婚。程陸華是宁铂當年的崇拜者，雙方通信達數年之久。1993年，他开始醉心於佛學研究。
1998年，宁铂参加中国中央电视台《实话实说》栏目的拍摄，在电视上猛烈抨击神童教育。2002年，寧鉑離開中科大往西双版纳出家，被校方找回。2003年，宁铂再次在南昌出家。2005年，宁铂與妻子离婚。2018年3月，宁铂告訴紅星新聞記者，自己已經還俗，是国家二级心理咨询师，从事心理咨询工作。
其同班同学微軟全球副總裁的张亚勤曾说：“我相信宁铂就是在考研究生这件事情上走错了一步。他如果向前迈一步，走进考场，是一定能够通过考试的，因为他的智商很高，成绩也很优秀，可惜他没有进考场。这不是一个聪明不聪明的问题，而是一念之差的事情。……而宁铂就是多了一些顾虑，少了一点自信和勇气，做了一个错误的判断，结果智慧不能发挥，真是很可惜。”